# 南湖站 (南宁)
南湖站是南宁轨道交通1号线的地铁车站，位于中华人民共和国广西壮族自治区南宁市青秀区民族大道与滨湖路交叉口地下，北侧南湖公园的绿地内，以西是南湖大桥。该站在2016年6月28日南宁轨道交通1号线东段通车时开放载客，设有5个出入口和1个岛式站台。

## 历史
1号线全线于2012年12月15日开展土建工程。1号线东段（南湖站－火车东站）在完成调试后於6月28日开始试运行，南湖站也因此而启用，成为1号线的终点站之一。1号线西段（石埠站－麻村站）通车后，该站将成为1号线的中途站。

## 设施

### 结构
南湖站设有2层，地面为出入口，地下一层为大堂和商店，地下二层为1号线月台（往石埠／火车东站）。
| 地面     | 出入口                    | 出入口                   |
| 地下一层 | 大堂                      | 客服中心、商店、自助服務 |
| 地下二层 |                           | █ 1号线列車往石埠方向    |
| 地下二层 | 島式月台                  |                          |
| 地下二层 | █ 1号线列車往火车东站方向 |                          |

### 出入口
南湖站形似狹長的方形，設有5個出入口，其中A出入口设有无障碍电梯。
| 出口編號            | 建議前往的目的地                                             | 照片 |
| ------------------- | ------------------------------------------------------------ | ---- |
| A出入口             | 滨湖路、嘉宾路、南宁市人民政府                               |      |
| B1出入口            | 环湖南路、滨湖路、滨湖广场                                   |      |
| B2出入口            | 桂春路、南湖公园、沃顿国际大酒店                             |      |
| C1出入口            | 广西地方税务局、广西壮族自治区发展改革委员会                 |      |
| C2出入口            | 铭湖经典小区、东方明珠花园，南宁市第二十九中学、广西人才大厦 |      |
| 注： 設有无障碍电梯 |                                                              |      |

## 服务及接驳公交
工作日高峰時段（早上7時至9時、晚上5時30分至7時30分），本站的发车间隔为3.5分钟，其余时段每班车的间隔时间為7分钟。双休日期间，低峰（早上6時30分至11時）行车间隔为7分钟，高峰时段（早上11時30分至晚上8時）5分钟，平峰时段（晚上8時至11時）6分钟。从南湖开往火车东站的首班车在每天上午6时50分开出，末班车在每天晚上11时35分开出；开往石埠站的首班车在每天上午6时34分开出，而末班车则在每天晚上11时19分开出。
乘客可在本站周围换乘南宁公交6路、11路、17路、29路、33路、34路、39路、47路、60路、79路、87路、206路、220路、603路、607路和704路，以及机场巴士等公交路线。